# Aroma
Aroma je izraz za kombinaciju primarne i sekundarne arome vina.
- Primarna aroma vina ovisi isključivo o vrsti grožđa od kojeg se pravi vino.
- Sekundarna aroma nastaje zbog proizvodnog procesa (primjerice okus bačve).
- Tercijalna je najsuptilnija aroma, koja nastaje starenjem vina.

Tercijarnu aromu često nazivamo buke (bouquet).
Kad govorimo o aromi i bukeu podrazumijevamo osjetilo okusa, i lagano je previdjeti ulogu njuha, koje je u pravilu dominantnije. Iz tog razloga su se ustanovila neka opća pravila kušanja vina, te se razvio cijeli ritual do kojega drži većina vinoljubaca.